# NGC 2891
NGC 2891 (również PGC 26794) – galaktyka eliptyczna (E-S0), znajdująca się w gwiazdozbiorze Kompasu. Odkrył ją John Herschel 23 stycznia 1835 roku.
W galaktyce tej zaobserwowano supernową SN 2013cg.